# Olivier Paquet
Pour les articles homonymes, voir Paquet.
Œuvres principales
- Structura maxima
- Série Le Melkine

Olivier Paquet, né le 21 avril 1973 à Compiègne, est un écrivain français de science-fiction. Docteur ès science politique, il écrit de nombreuses nouvelles de science-fiction dont plusieurs sont publiées dans les revues françaises Galaxies et Asphodale. Olivier Paquet est également l'auteur du roman Structura maxima, paru en 2003. C'est également un grand amateur de mangas et d'animation japonaise.

## Biographie
Diplômé de l'Institut d'études politiques de Grenoble en 1994, Olivier Paquet soutient avec succès sa thèse en 2002 dans le même établissement et devient docteur en science politique. Sa thèse avait pour titre La démocratie tchécoslovaque et ses problèmes nationaux 1918-1938. Il a également publié quelques articles sur la démocratie tchèque des débuts du XXe siècle.
Passionné par la science-fiction et l'animation japonaise ainsi que par les mangas, Olivier Paquet a publié plusieurs articles de fond sur ces sujets, notamment dans la revue Bang ! de d'éditeur Casterman. Il est également chroniqueur de l'émission radiophonique Mauvais genres sur France Culture depuis la rentrée 2006, où il signe régulièrement des chroniques sur ses thèmes de prédilection. Il vit à Lyon.